# Laguna Setúbal
La Laguna Setúbal es un importante río de Argentina que se encuentra en cercanías de la ciudad de Santa Fe, en la homónima provincia de Santa Fe.
La altitud es de 10 m s. n. m..

## Contexto hídrico
En el valle aluvial del río Paraná, en cercanías de la ciudad de Santa Fe, ocupando extensas depresiones, hay un complejo de lagunas y arroyos cuyo elemento principal es la laguna Setúbal o Guadalupe, sobre cuya margen derecha se asienta la ciudad capital. Este complejo está integrado por la citada laguna, continúa al norte con la laguna Leyes o laguna Santo Domingo y la de San Pedro o Capón.
El área limita, al este, con el albardón costero sobre el que se ha construido la Ruta Provincial 1; al oeste, por la reconstruida Av. Costanera de la ciudad capital, que llega al barrio de Guadalupe; hacia el norte, continúa la ribera natural, con grandes ondulaciones.
La cuenca lacustre tiene 35 km de longitud de norte a sur.
La superficie del espejo de agua es de 92 km², es la más grande del complejo y la alimenta permanentemente el arroyo Leyes y el arroyo Potreros.
Como aportes semipermanentes: los arroyos Saladillo Dulce y Saladillo Amargo.
La laguna tiene lecho arenoso, de suaves ondulaciones casi en su totalidad y relativamente playo (5 m en zonas altas), pero en el tramo de descarga de 1,5 km de largo por 0,5 km de ancho, hay fuertes gradientes batimétricos y profundidades de hasta 28 m.
En crecidas extraordinarias, como 1906, 1912 y 1982, se aforaron en el pico 10.800 m³/s en la sección de salida y, velocidades medias en la vertical de hasta 2,9 m/s.
Las descargas del sistema se vuelcan a la zona del puerto de Santa Fe y vuelven a conectarse con el Paraná por el riacho Santa Fe y el canal de acceso.
Sobre la margen derecha de la laguna se asientan los balnearios de la Rambla, Espigón I y Espigón II.
Próximamente, aún en vía de proyecto, se construirá la Playa Grande desde el espigón hasta el faro.
Sobre la izquierda se localiza el complejo Piedras Blancas.

## Clima
El área se halla con clima templado-húmedo de llanura. La ignorancia sobre los ciclos de inundaciones y secas, o sea de los hemiciclos húmedo y seco, más otro ciclo sobrepuesto de El Niño y fenómeno de La Niña, conjugado con la destrucción total de las tradiciones orales de los pueblos originarios, hacen al desconocimiento más absoluto del clima de la región, con más de 9 milenios de ciclajes erráticos y no erráticos.
Una anécdota son los intentos desde los años 1900 de llevar agua a la ciudad de Santa Fe, por acueductos atravesando la laguna.
En 1904 se plantea un puente carretero de madera dura; al decidirse su ejecución existía sólo vinculación ferroviaria con San José del Rincón y el antiguo puerto de Colastiné, a través del ferrocarril francés.
Como los puentes sucesivos, era de doble propósito: soporte para el acueducto de agua cruda proveniente del Colastiné y paso de vehículos. Pero el armazón de madera nunca pudo usarse, porque en plena construcción vino «la crecida de 1905» la noche del 6 al 7 de junio de 1905 destruyendo todo a su paso, por «el empuje de los camalotes que se acumularon contra él y por el socave del cauce, que determinaron la destrucción del puente de acero del FF. CC. francés a Colastiné, situado 150 metros aguas abajo».
En 1909 se realiza un puente acueducto de estructura mixta, que se fue arrastrado por la corriente en 1912. Luego, otro puente acueducto de estructura mixta, que cayó ante el avance de las aguas en 1919.
Se hizo una nueva obra sobre el acueducto, elevando el tramo que había sido arrasado por la crecida de l919, pero en marzo de 1921 nuevamente una inundación destruyó la conexión.
- Collado, Adriana; Muller, Luis; Budano, Raúl: Agua y saneamiento en Rosario y Santa Fe. Un patrimonio con futuro. Santa Fe: Fundación Cedodal (Aguas Provinciales de Santa Fe), 1999.
- Eiriz, Rogelio: «El puente colgante sobre la laguna Setúbal (Santa Fe)». Boletín n.º 19. Buenos Aires: Obras Sanitarias de la Nación, enero de 1939.
- Víttori, Gustavo José: «Santa Fe en clave», en el diario El Litoral, 1999.

## Historia hídrica

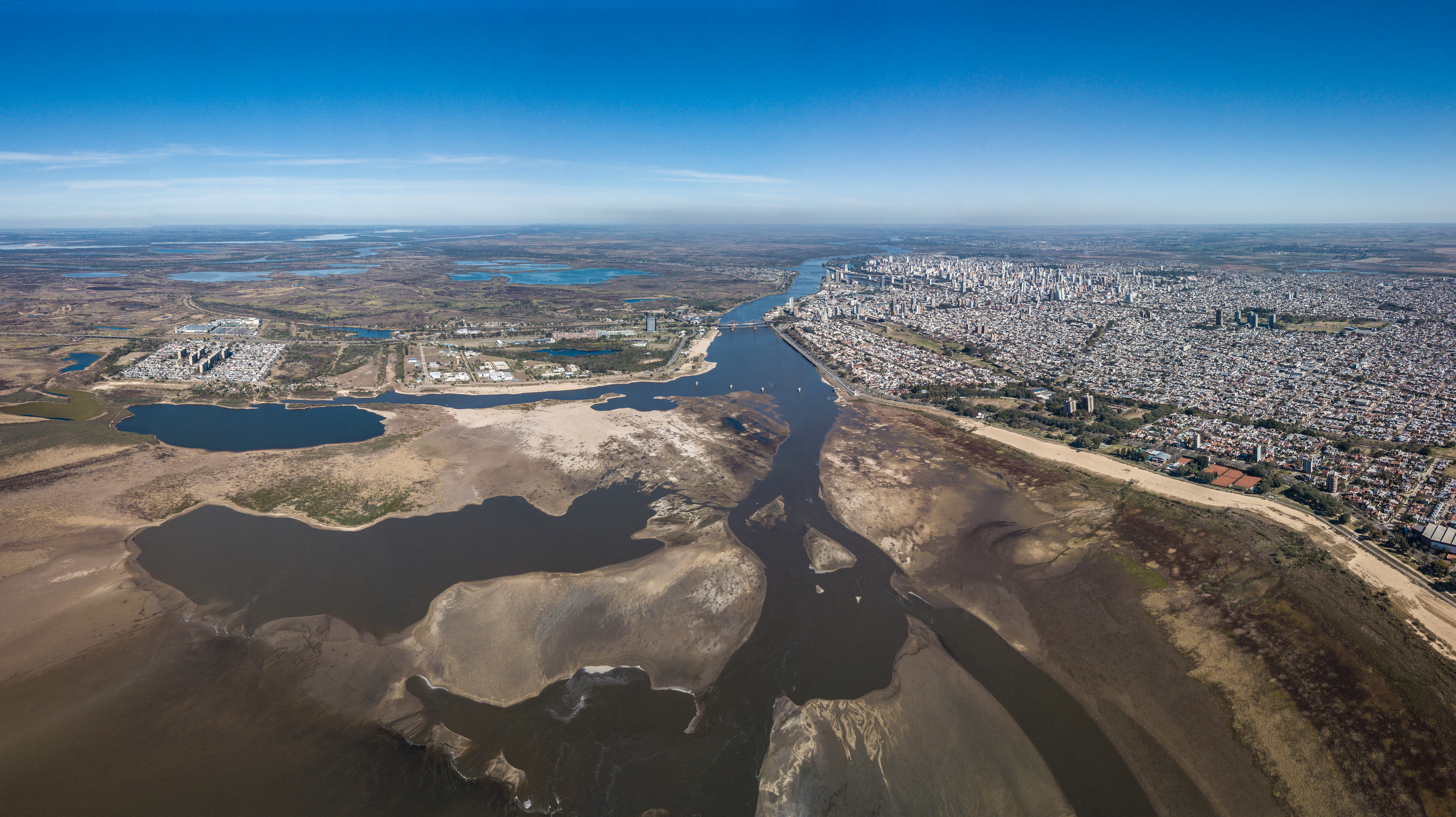
La imagen muestra una postal de la Laguna Setúbal de Santa Fe y su estado en medio de la bajante histórica del río Paraná de 2021. Particularmente, la imagen fue tomada el 19 de julio cuando la medición dio cero (0) centímetros en el Puerto de Santa Fe.

- La imagen muestra una postal de la Laguna Setúbal de Santa Fe y su estado en medio de la bajante histórica del río Paraná de 2021. Particularmente, la imagen fue tomada el 19 de julio cuando la medición dio cero (0) centímetros en el Puerto de Santa Fe.En el siglo XVII, la laguna Setúbal no tenía conexión permanente con el río Paraná a través del arroyo Leyes, sólo se vinculaba por esa vía en las grandes inundaciones.
- Principios de siglo XIX, la hidrología de la laguna Setúbal habría estado regulada por el riacho Santa Fe y no por el Leyes.
- En la creciente de 1983, la masa de agua del arroyo Leyes (11 500 m³/s), hizo que su cauce se magnificara, y la pendiente natural del terreno conformaron la principal fuente de alimentación de las lagunas Setúbal y El Capón.

Con increíble llaneza, los técnicos explican que en zonas de llanura se subestima la geología: siempre se la vincula con las montañas. En la margen oeste de la laguna Setúbal se detectan microrrelieves en los sedimentos de la base de las barrancas. Son fracturas que se deben a fuerzas como las que forman la Cordillera de los Andes. Aunque la región está lejos, evidentemente recibe esos impactos y lo demuestra de esta manera. El análisis hecho con estas fracturas es inédito para la provincia de Santa Fe.

### Médanos
Con la información de perforaciones in situ (por trabajos como Paraná Medio, pilotes de puentes, electroductos, terraplenes de defensa, la ruta provincial 168), se nota la abundancia de sedimentos eólicos, en los estadios interclimáticos secos. Así entre Colastiné y Helvecia se observa un campo de médanos longitudinales, hechas probablemente luego de la última glaciación Würm, hace 14 milenios.
Geológicamente, el área Setúbal y su entorno es zona de transición: convergen el monte chaqueño, la región pampeana, las tierras altas de las provincias de Entre Ríos y de Corrientes, y la faja fluvial del Paraná. Con los corrimientos de isohietas e isotermas, a lo largo del tiempo geológico, hubo ganancia de uno de estos ambientes sobre los otros. Así, la laguna no fue laguna, sino un ambiente seco pampeano.
El incremento del delta del arroyo Leyes acompaña el cambio en los caudales de los ríos, enmarcados en el hemiciclo húmedo que la gran región atraviesa desde 1970. Así, en el lugar donde se origina el arroyo Leyes, las márgenes del río Paraná se corrieron 2 km al oeste. Si el período húmedo continúa hasta 2020, las márgenes seguirán moviéndose, el agua podría ingresar por sistemas que se conectan directamente con el arroyo Leyes, derivando en futuras grandes inundaciones. Con esta hipótesis, el río Paraná puede correr su margen. Y la migración de la margen ocasione una transfluencia desde uno de los cursos de agua (como el arroyo Mendieta) hasta el arroyo Leyes. Como el arroyo Mendieta está separado 100 m del río Paraná, si se abate esa franja de tierra, no estará inmediatamente el río Paraná, pero la masa de agua podría ser muy grande con el transcurso del tiempo.

## Fauna y flora
El sector vinculado al Paraná es una franja que posee un mayoritario componente de islas, arroyos, lagunas interiores, bañados y el curso del río, constante modificadora del paisaje.
Esta dinámica altera y modifica la morfología y la naturaleza de las comunidades vegetales.
- Vegetación herbácea:
  - pastos
  - canutillos
  - carqueja
  - duraznillo blanco
  - gramilla Cynodom
  - paja brava
  - salvia de la isla
- Vegetación arbórea: bosque en galería donde se encuentren especies como
  - campanilla
  - ceibo
  - curupí
  - espinillos y enredaderas como el burucuyá
  - laurel blanco
  - sauce criollo
  - timbó
  - zarzaparrilla blanca

### Fauna

#### Aves
- - biguá
  - caracolero
  - gallareta
  - garcita blanca
  - garza blanca
  - macá grande
  - martín pescador
  - tero

#### Mamíferos
- - carpincho
  - comadreja colorada
  - lobito de río (nutria)
  - rata colorada

#### Peces
- - dorado
  - Surubì
  - Moncholo

#### Reptiles y batracios
- - C. d. terrificus
  - escuerzo
  - rana criolla
  - tortuga de río
  - yacaré overo y negro (en ínfima medida)
  - yarará
  - cuervo

## Deportes
Es una laguna ideal para la práctica de deportes acuáticos como el kitesurf o el windsurf.

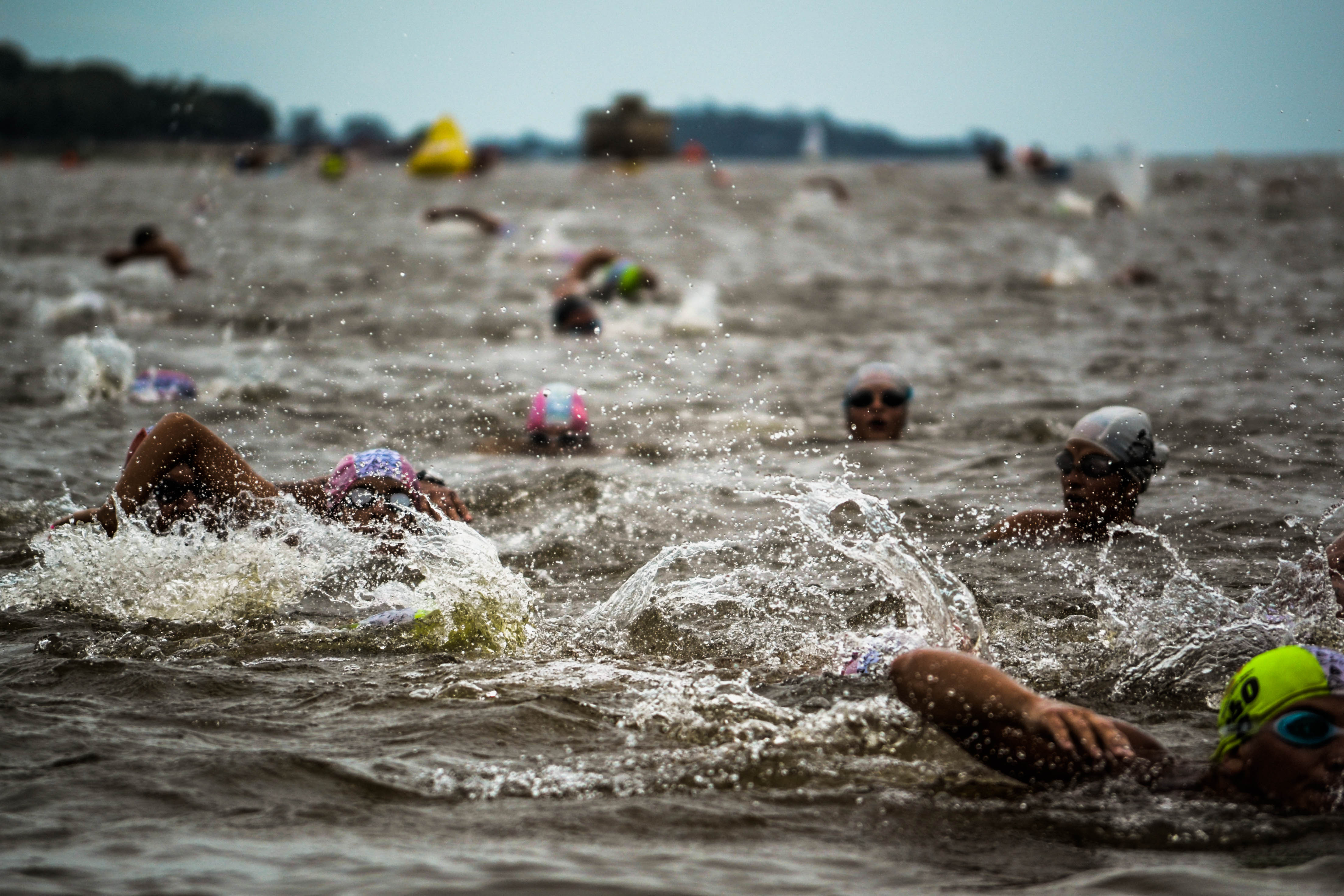
Competencia deportiva en la Laguna Setubal - Santa Fe

Todos los años, se realiza la Maratón Santa Fe-Coronda cuya largada es a la vera de la Laguna Setubal. Este evento es conocido como la maratón de aguas abiertas más linda del mundo debido a marco de espectadores que acompañan desde las orillas o embarcados durante los 40 km (10 horas) del evento.

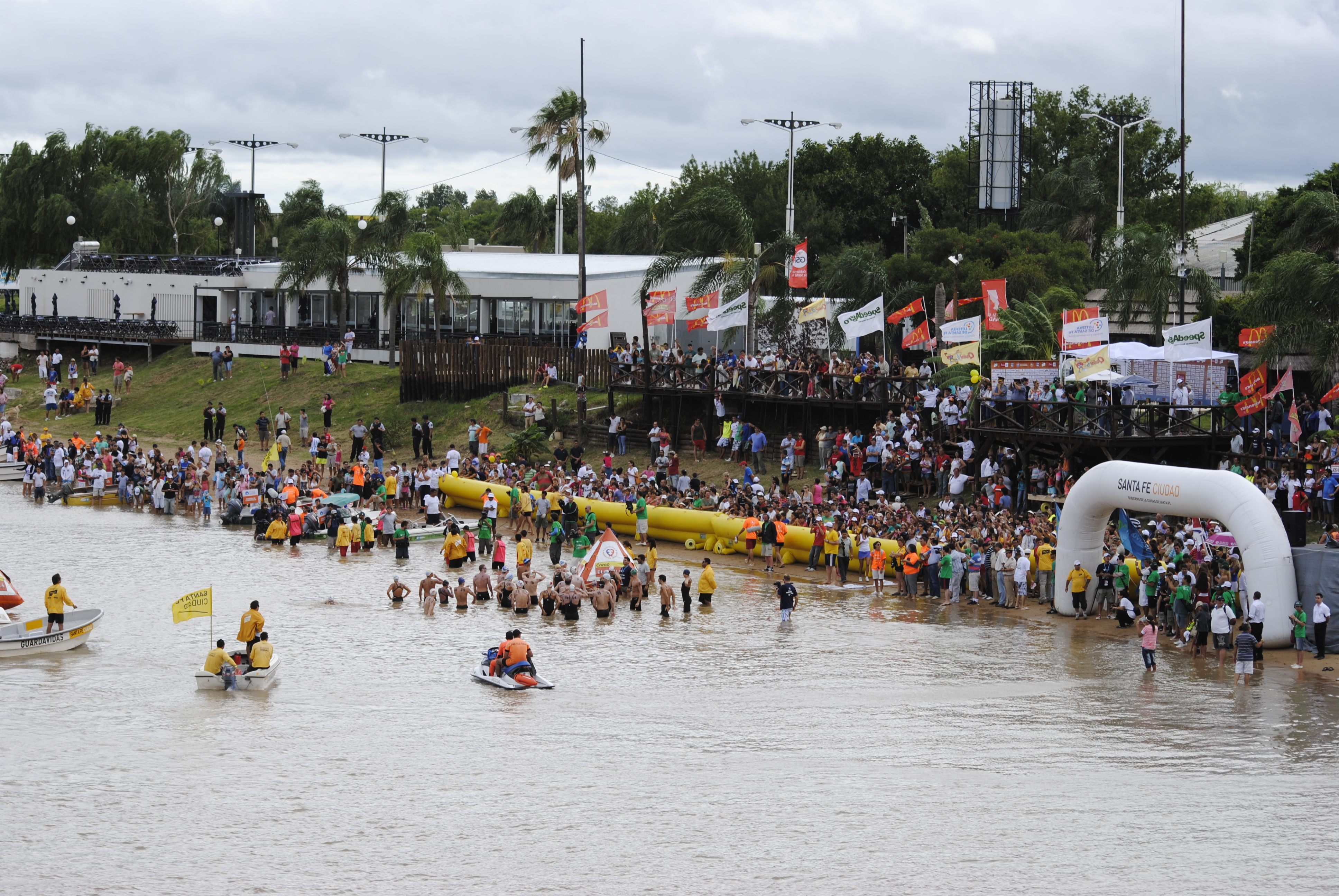
Santa Fe - Coronda